# Cholomon
Cholomon o Cholomontas (in greco antico: Χολομών, greco moderno: Χολομώντας) è una montagna situata nella Calcidica settentrionale alta 1.165 m. s.l.m..
Il monte Cholomon ha importanza per la conservazione di habitat di alcune famiglie di uccelli ed pertanto stato definito nel 2000 come Important Bird Area (IBA) con il codice GR033.